# Richard Mather
Richard Mather, född 1596, död den 22 april 1669, var en engelskfödd pastor, far till Increase Mather.
Mather var kongregationalistisk predikant i Liverpool, utvandrade 1635 till Nya England och blev en av ledarna för kongregationalismen där.